# Grand Prix automobile de Corée du Sud 2010
GP précédent GP suivant
Le Grand Prix automobile de Corée du Sud 2010 (2010 Formula 1 Korean Grand Prix), disputé sur le Circuit de Yeongam le 24 octobre 2010, est la 837e épreuve du championnat du monde de Formule 1 courue depuis 1950, la dix-septième manche du championnat 2010 et la première édition du Grand Prix de Corée du Sud. 
La construction de ce circuit semi-permanent devait être achevée en juillet 2010 mais a pris beaucoup de retard. La piste n'a été homologuée par la FIA que le 12 octobre 2010 alors que l'ensemble des installations du circuit n'était pas achevé (tous les éléments de sécurité et les infrastructures nécessaires aux équipes et au déroulement de l’épreuve sont néanmoins en place). 
La FIA a fait procéder à des travaux dans la nuit du vendredi au samedi au niveau du virage 16 qui conditionne le virage à fond avant la ligne droite des stands. Ces travaux ont pour but de gommer une grosse bosse dans la trajectoire près du vibreur qui déstabilise les voitures qui talonnent. Comme il n’y a pas de dégagement à cet endroit, un choc frontal avec le mur non bordé de pneus pourrait s'avérer très dangereux. Ce mur doit également être aménagé et être éventuellement reculé.
D'autre part, l’entrée des stands est particulièrement dangereuse car le dernier virage à droite est en effet abordé en aveugle à cause des hauts murs qui bordent la piste. Les pilotes qui entrent au stand sont sur la même trajectoire que ceux qui continuent pour aborder la ligne droite des stands. Charlie Whiting, délégué à la sécurité de la FIA, a autorisé les pilotes qui entrent aux stands à ne pas tenir compte de la ligne blanche qui indique l’entrée de la voie des stands. Les pilotes peuvent ainsi prendre une trajectoire leur laissant la possibilité de négocier le dernier virage à une vitesse plus élevée.

## Essais libres

### Vendredi matin
| Pos. | Pilote             | Voiture          | Chrono         | Écart     |
| ---- | ------------------ | ---------------- | -------------- | --------- |
| 1    | Lewis Hamilton     | McLaren-Mercedes | 1 min 40 s 887 |           |
| 2    | Robert Kubica      | Renault          | 1 min 40 s 968 | + 0 s 081 |
| 3    | Nico Rosberg       | Mercedes         | 1 min 41 s 152 | + 0 s 265 |
| 4    | Sebastian Vettel   | Red Bull-Renault | 1 min 41 s 371 | + 0 s 484 |
| 5    | Jenson Button      | McLaren-Mercedes | 1 min 41 s 940 | + 1 s 053 |
| 6    | Michael Schumacher | Mercedes         | 1 min 42 s 022 | + 1 s 135 |

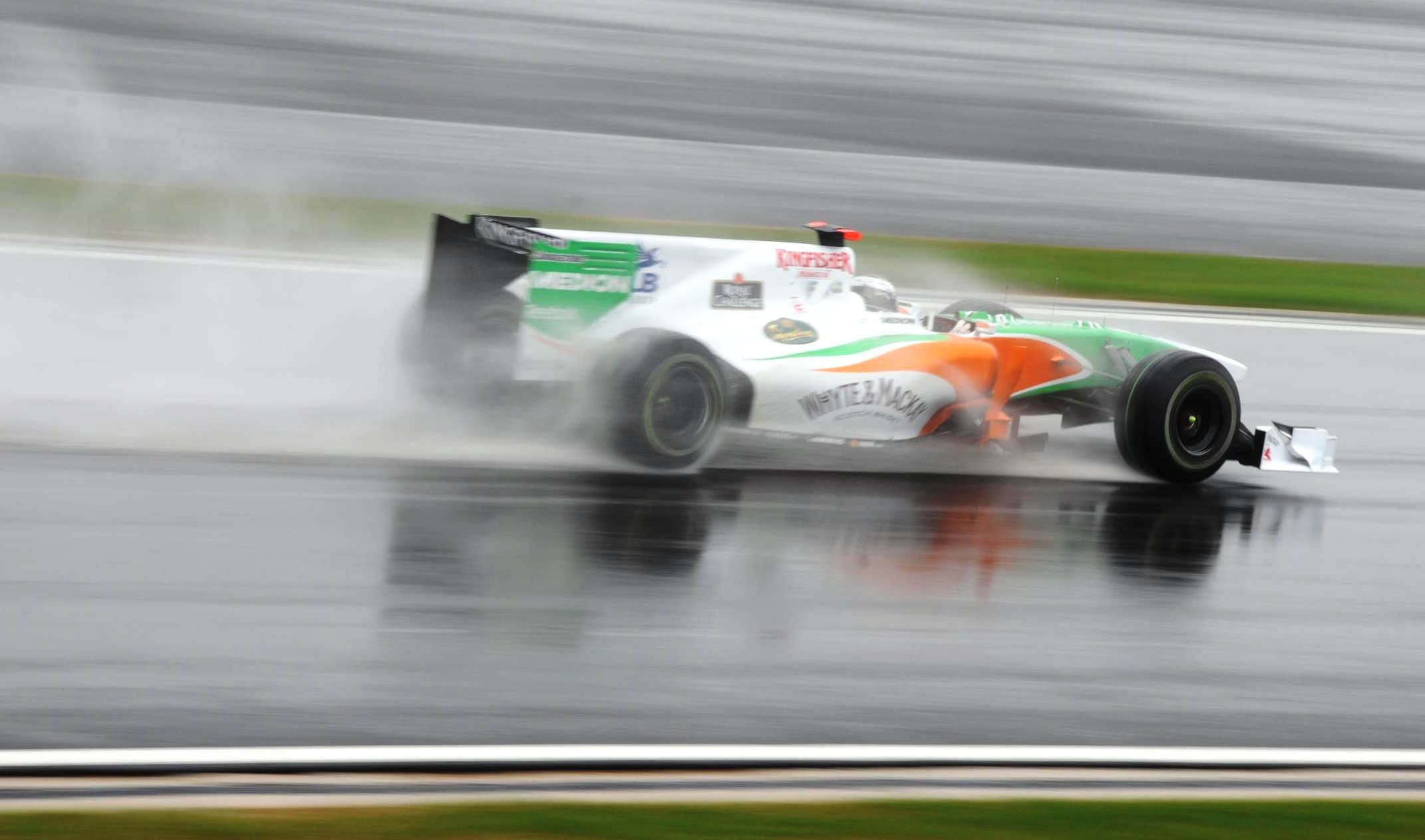
Adrian Sutil au GP de Corée du Sud 2010

- Note : Jérôme d'Ambrosio, pilote essayeur chez Virgin Racing, remplace Lucas di Grassi lors de cette séance d'essais.

### Vendredi après-midi

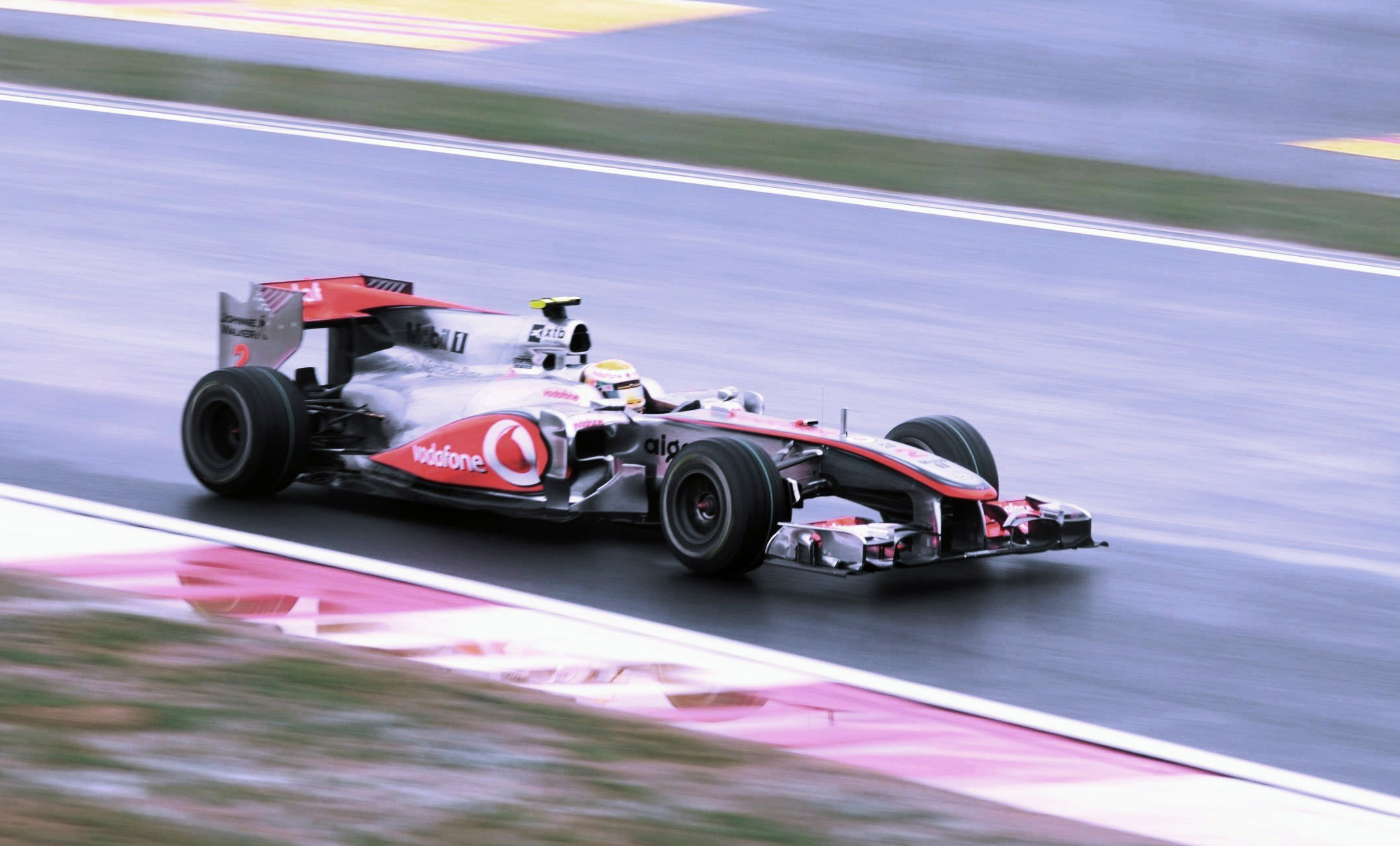
Lewis Hamilton se classe second du Grand Prix

| Pos. | Pilote          | Voiture          | Chrono         | Écart     |
| ---- | --------------- | ---------------- | -------------- | --------- |
| 1    | Mark Webber     | Red Bull-Renault | 1 min 37 s 942 |           |
| 2    | Fernando Alonso | Ferrari          | 1 min 38 s 132 | + 0 s 190 |
| 3    | Lewis Hamilton  | McLaren-Mercedes | 1 min 38 s 279 | + 0 s 337 |
| 4    | Robert Kubica   | Renault          | 1 min 38 s 718 | + 0 s 776 |
| 5    | Jenson Button   | McLaren-Mercedes | 1 min 38 s 726 | + 0 s 784 |
| 6    | Felipe Massa    | Ferrari          | 1 min 38 s 820 | + 0 s 878 |

### Samedi matin

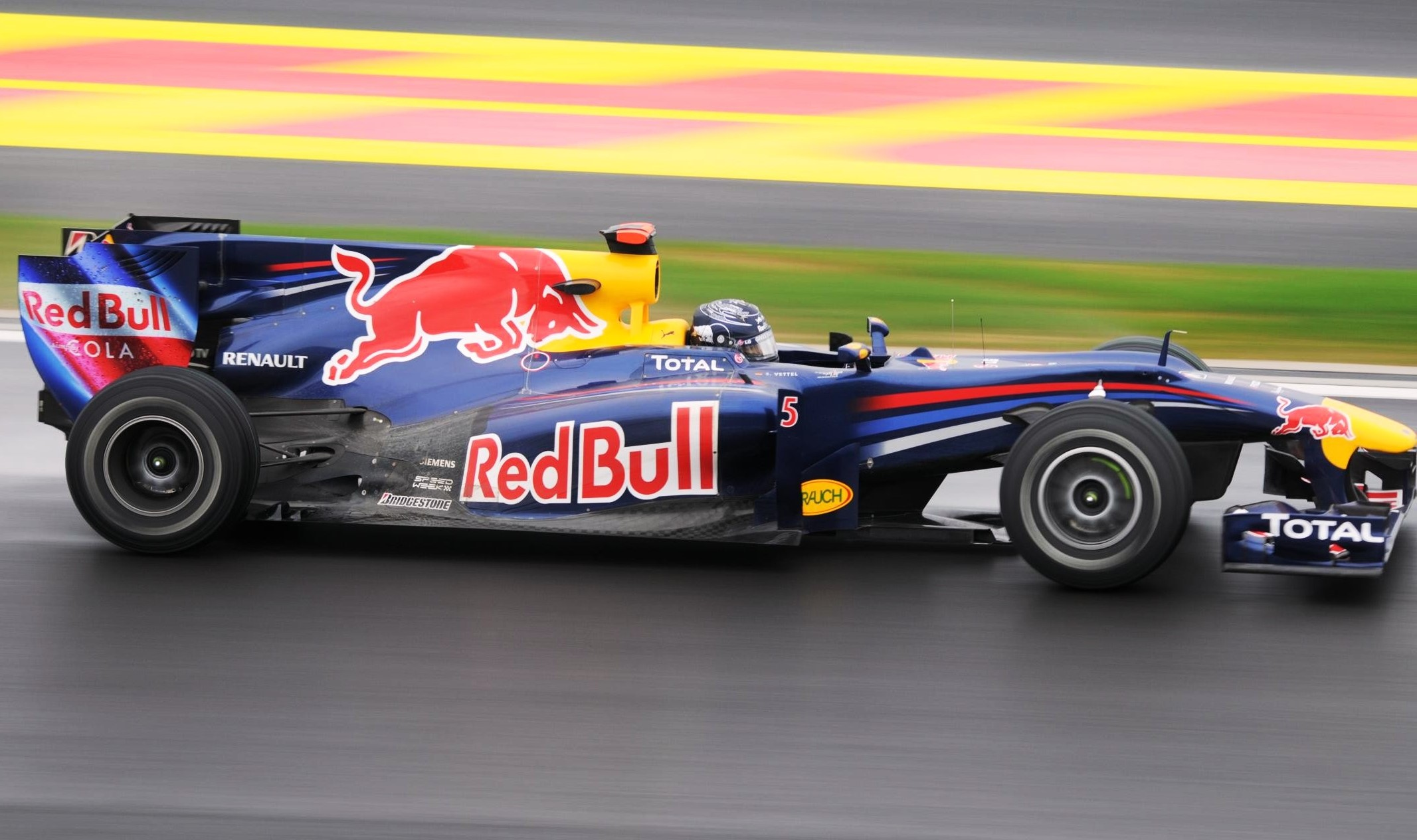
Sebastian Vettel abandonne au du Grand Prix

| Pos. | Pilote          | Voiture          | Chrono         | Écart     |
| ---- | --------------- | ---------------- | -------------- | --------- |
| 1    | Robert Kubica   | Renault          | 1 min 37 s 354 |           |
| 2    | Lewis Hamilton  | McLaren-Mercedes | 1 min 37 s 402 | + 0 s 048 |
| 3    | Fernando Alonso | Ferrari          | 1 min 37 s 426 | + 0 s 072 |
| 4    | Mark Webber     | Red Bull-Renault | 1 min 37 s 441 | + 0 s 087 |
| 5    | Nico Rosberg    | Mercedes         | 1 min 37 s 629 | + 0 s 275 |
| 6    | Felipe Massa    | Ferrari          | 1 min 37 s 955 | + 0 s 601 |

## Grille de départ
| Pos. | Pilote             | Écurie               | Qualifications 1 | Qualifications 2 | Qualifications 3 |
| ---- | ------------------ | -------------------- | ---------------- | ---------------- | ---------------- |
| 1    | Sebastian Vettel   | Red Bull-Renault     | 1 min 37 s 123   | 1 min 36 s 074   | 1 min 35 s 585   |
| 2    | Mark Webber        | Red Bull-Renault     | 1 min 37 s 373   | 1 min 36 s 039   | 1 min 35 s 659   |
| 3    | Fernando Alonso    | Ferrari              | 1 min 37 s 144   | 1 min 36 s 287   | 1 min 35 s 766   |
| 4    | Lewis Hamilton     | McLaren-Mercedes     | 1 min 37 s 113   | 1 min 36 s 197   | 1 min 36 s 062   |
| 5    | Nico Rosberg       | Mercedes             | 1 min 37 s 708   | 1 min 36 s 791   | 1 min 36 s 535   |
| 6    | Felipe Massa       | Ferrari              | 1 min 37 s 515   | 1 min 36 s 169   | 1 min 36 s 571   |
| 7    | Jenson Button      | McLaren-Mercedes     | 1 min 38 s 123   | 1 min 37 s 064   | 1 min 36 s 731   |
| 8    | Robert Kubica      | Renault              | 1 min 37 s 703   | 1 min 37 s 179   | 1 min 36 s 824   |
| 9    | Michael Schumacher | Mercedes             | 1 min 37 s 980   | 1 min 37 s 077   | 1 min 36 s 950   |
| 10   | Rubens Barrichello | Williams-Cosworth    | 1 min 38 s 257   | 1 min 37 s 511   | 1 min 36 s 998   |
| 11   | Nico Hülkenberg    | Williams-Cosworth    | 1 min 38 s 115   | 1 min 37 s 620   |                  |
| 12   | Kamui Kobayashi    | BMW Sauber-Ferrari   | 1 min 38 s 429   | 1 min 37 s 643   |                  |
| 13   | Nick Heidfeld      | BMW Sauber-Ferrari   | 1 min 38 s 171   | 1 min 37 s 715   |                  |
| 14   | Adrian Sutil       | Force India-Mercedes | 1 min 38 s 572   | 1 min 37 s 783   |                  |
| 15   | Jaime Alguersuari  | Toro Rosso-Ferrari   | 1 min 38 s 583   | 1 min 37 s 853   |                  |
| 16   | Sébastien Buemi    | Toro Rosso-Ferrari   | 1 min 38 s 621   | 1 min 38 s 594   |                  |
| 17   | Vitantonio Liuzzi  | Force India-Mercedes | 1 min 38 s 955   |                  |                  |
| 18   | Jarno Trulli       | Lotus-Cosworth       | 1 min 40 s 521   |                  |                  |
| 19   | Timo Glock         | Virgin-Cosworth      | 1 min 40 s 748   |                  |                  |
| 20   | Vitaly Petrov      | Renault              | 1 min 38 s 174   | 1 min 37 s 799   |                  |
| 21   | Heikki Kovalainen  | Lotus-Cosworth       | 1 min 41 s 768   |                  |                  |
| 22   | Lucas di Grassi    | Virgin-Cosworth      | 1 min 42 s 325   |                  |                  |
| 23   | Sakon Yamamoto     | HRT-Cosworth         | 1 min 42 s 444   |                  |                  |
| 24   | Bruno Senna        | HRT-Cosworth         | 1 min 43 s 283   |                  |                  |

- Note : Vitaly Petrov, auteur du quinzième temps des qualifications, a été rétrogradé de 5 places pour avoir provoqué un accrochage avec Nico Hülkenberg lors du Grand prix précédent au Japon. Il s'élancera de la vingtième place sur la grille de départ.

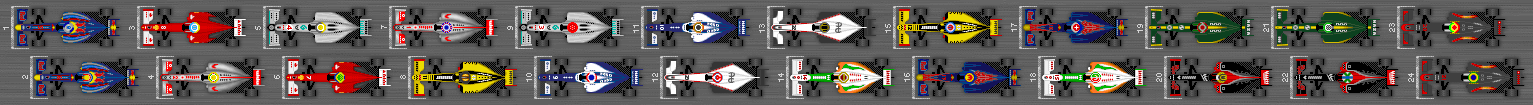
La grille de qualification du Grand Prix.

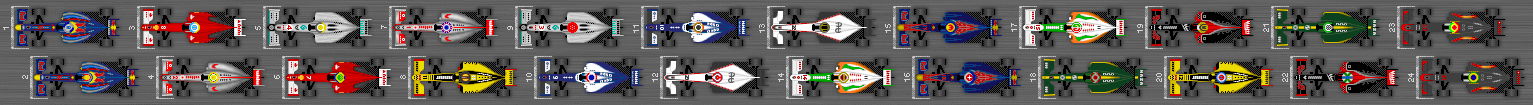
La grille de départ du Grand Prix.

## Course

### Déroulement de l'épreuve

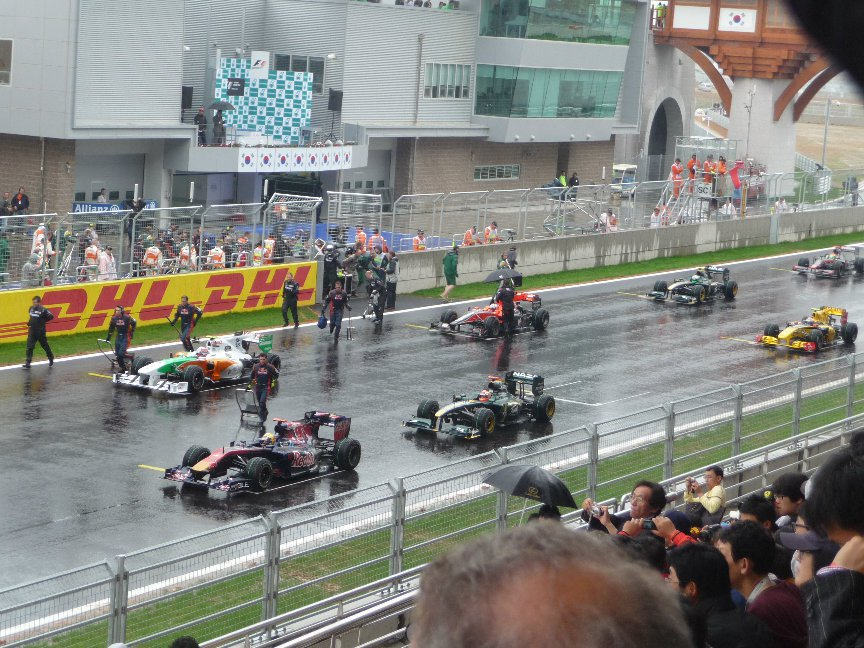
La grille de départ du GP de Corée 2010

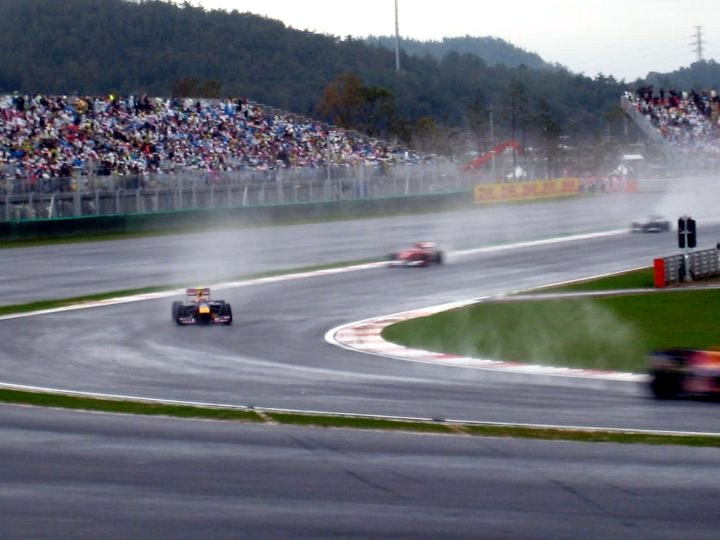
Les monoplaces sous la pluie coréenne

Les voitures prennent place sur la grille de départ sous une pluie battante. La piste étant déjà très glissante sur le sec à cause de l‘asphalte neuf, elle l’est encore plus sous la pluie. La direction de course prend alors la décision de retarder le départ de dix minutes, puis de le donner derrière la voiture de sécurité. Après trois tours à allure réduite derrière la voiture de sécurité, la direction de la course sort le drapeau rouge : les pilotes se replacent sur la grille en attendant une éventuelle amélioration des conditions de piste.
Après quarante minute d'attente, la course est relancée à 16 h 05 heure locale, toujours dernière la voiture de sécurité. L’épreuve est déclarée wet race, ce qui signifie que les pilotes doivent s’élancer en pneus pluie et ne sont pas soumis à la règle de changement obligatoire de pneumatiques. La voiture de sécurité s’efface enfin à l’entame du dix-septième tour. Le poleman Sebastian Vettel conserve la première place devant son coéquipier Mark Webber, Fernando Alonso, Nico Rosberg, Lewis Hamilton, Felipe Massa, Jenson Button, Michael Schumacher, Robert Kubica et Nico Hülkenberg. Plusieurs pilotes sortent de la piste sans gravité alors que Webber, lui, perd le contrôle de sa monoplace, part en toupie, touche le muret et retraverse à piste en perdition et percute Rosberg : les deux pilotes abandonnent et la voiture de sécurité reprend la piste pour permettre l’évacuation des monoplaces.
Dès que la voiture de sécurité s’élance, au dix-neuvième tour, Nick Heidfeld, Kamui Kobayashi, Sébastien Buemi, Bruno Senna et Vitaly Petrov entrent au stand changer de pneus. Le classement au vingt et unième tour est le suivant : Vettel devant Alonso, Hamilton, Massa, Button, Schumacher, Kubica, Hülkenberg, Rubens Barrichello, Adrian Sutil, Vitantonio Liuzzi, Jaime Alguersuari, Timo Glock, Heikki Kovalainen, Sakon Yamamoto, Heidfeld, Kobayashi, Jarno Trulli, Petrov, Lucas di Grassi, Buemi et Senna.
Alors que la course est relancée au vingt-troisième tour, Trulli et Senna s’accrochent en fin de peloton : Trulli perd son aileron avant et doit rejoindre son stand. Schumacher prend l’avantage sur Button dans le vingt-sixième tour. Le classement est alors : Vettel, Alonso, Hamilton, Massa, Schumacher, Button, Hulkenberg, Kubica, Barrichello, Sutil, Liuzzi, Alguersuari, Glock, Kovalainen, Petrov, Buemi, Kobayashi, Heidfeld, Senna et Yamamoto.
Button et Sutil rentrent au vingt-huitième tour chausser des pneus intermédiaires. Hülkenberg s’arrête au trentième tour juste avant que Buemi rate son freinage et accroche Glock, provoquant une nouvelle sortie de la voiture de sécurité au trente et unième tour. Hamilton, Massa, Schumacher, Kubica, Barrichello, Alguersuari, Liuzzi et Kovalainen entrent changer de pneus, Vettel et Alonso faisant de même au tour suivant. Vettel reprend la piste en tête mais Alonso a un problème de roue à l’avant-droit et se fait passer par Hamilton. Au trente-troisième tour, derrière la voiture de sécurité, Vettel devance donc Hamilton, Alonso, Massa, Schumacher, Barrichello, Petrov, Hülkenberg, Kubica et Kobayashi.
La course est relancée à l’entame du trente-quatrième tour et Alonso prend immédiatement l’avantage sur Hamilton en délicatesse avec ses pneus. Quelques minutes plus tard, Sutil perd le contrôle de sa monoplace, ce qui oblige Button à faire un détour hors-piste pour éviter l’accrochage : Button se trouve relégué à la quinzième place. En tête de course, Vettel a 1 seconde d’avance sur Alonso, 4 s sur Hamilton, 6 s sur Massa, 11 s sur Schumacher, 12 s sur Barrichello, 15 s sur Petrov et 16 s sur Hülkenberg.
Petrov sort violemment de la piste au quarantième tour et détruit sa Renault dans un mur de pneus. Les trois premiers se tiennent en moins de 4 secondes alors que la nuit commence à tomber sur le circuit de Yeongam. Alonso prend l’avantage sur Vettel au début du quarante-cinquième tour mais quelques hectomètres plus loin Vettel abandonne sur casse moteur : il n’y a plus de Red Bull en course.
Le classement au quarante-sixième tour est : Alonso, Hamilton, Massa, Schumacher, Barrichello, Hülkenberg, Kubica, Liuzzi, Kobayashi et Sutil. Sutil tente alors une attaque sur Kobayashi, le touche et est contraint à l’abandon, ce qui permet à Heidfeld de prendre la dixième place. Dans les derniers tours, plusieurs pilotes ont du mal à contrôler leur monoplace, leurs pneumatiques étant complètement détruits. Hülkenberg doit ainsi rentrer au stand alors qu’il était huitième et Barrichello ne peut résister aux attaques de Kubica et Liuzzi.
Fernando Alonso remporte la victoire et prend la tête du championnat. Hamilton termine à la deuxième place devant Massa, Schumacher, Kubica, Liuzzi, Barrichello, Kobayashi, Heidfeld et Hülkenberg.

### Classement de la course
| Pos. | no | Pilote             | Écurie               | Tours | Temps/Abandon                      | Grille | Points |
| ---- | -- | ------------------ | -------------------- | ----- | ---------------------------------- | ------ | ------ |
| 1    | 8  | Fernando Alonso    | Ferrari              | 55    | 2 h 48 min 20 s 810 (110,185 km/h) | 3      | 25     |
| 2    | 2  | Lewis Hamilton     | McLaren-Mercedes     | 55    | + 14 s 999                         | 4      | 18     |
| 3    | 7  | Felipe Massa       | Ferrari              | 55    | + 30 s 868                         | 6      | 15     |
| 4    | 3  | Michael Schumacher | Mercedes             | 55    | + 39 s 688                         | 9      | 12     |
| 5    | 11 | Robert Kubica      | Renault              | 55    | + 47 s 734                         | 8      | 10     |
| 6    | 15 | Vitantonio Liuzzi  | Force India-Mercedes | 55    | + 53 s 571                         | 17     | 8      |
| 7    | 9  | Rubens Barrichello | Williams-Cosworth    | 55    | + 1 min 09 s 257                   | 10     | 6      |
| 8    | 23 | Kamui Kobayashi    | BMW Sauber-Ferrari   | 55    | + 1 min 17 s 889                   | 12     | 4      |
| 9    | 22 | Nick Heidfeld      | BMW Sauber-Ferrari   | 55    | + 1 min 20 s 107                   | 13     | 2      |
| 10   | 10 | Nico Hülkenberg    | Williams-Cosworth    | 55    | + 1 min 20 s 851                   | 11     | 1      |
| 11   | 17 | Jaime Alguersuari  | Toro Rosso-Ferrari   | 55    | + 1 min 24 s 146                   | 15     |        |
| 12   | 1  | Jenson Button      | McLaren-Mercedes     | 55    | + 1 min 29 s 939                   | 7      |        |
| 13   | 19 | Heikki Kovalainen  | Lotus-Cosworth       | 54    | + 1 tour                           | 21     |        |
| 14   | 21 | Bruno Senna        | HRT-Cosworth         | 53    | + 2 tours                          | 24     |        |
| 15   | 20 | Sakon Yamamoto     | HRT-Cosworth         | 53    | + 2 tours                          | 23     |        |
| Abd. | 14 | Adrian Sutil       | Force India-Mercedes | 46    | Collision                          | 14     |        |
| Abd. | 5  | Sebastian Vettel   | Red Bull-Renault     | 45    | Moteur                             | 1      |        |
| Abd. | 12 | Vitaly Petrov      | Renault              | 39    | Accident                           | 20     |        |
| Abd. | 24 | Timo Glock         | Virgin-Cosworth      | 31    | Collision                          | 19     |        |
| Abd. | 16 | Sébastien Buemi    | Toro Rosso-Ferrari   | 30    | Collision                          | 16     |        |
| Abd. | 18 | Jarno Trulli       | Lotus-Cosworth       | 25    | Hydraulique                        | 18     |        |
| Abd. | 25 | Lucas di Grassi    | Virgin-Cosworth      | 25    | Accident                           | 22     |        |
| Abd. | 6  | Mark Webber        | Red Bull-Renault     | 18    | Accident                           | 2      |        |
| Abd. | 4  | Nico Rosberg       | Mercedes             | 18    | Collision                          | 5      |        |

### Pole position et record du tour
- Pole position :  Sebastian Vettel (Red Bull-Renault) en 1 min 35 s 585 (211,703 km/h).
- Meilleur tour en course :  Fernando Alonso (Ferrari) en 1 min 50 s 257 (183,335 km/h) au quarante-deuxième tour.

### Tours en tête
- Sebastian Vettel (Red Bull-Renault) : 45 tours (1-45)
- Fernando Alonso (Ferrari) : 10 tours (46-55)

## Classements généraux à l'issue de la course
| Pos. | Pilote             | Écurie               | Points |
| ---- | ------------------ | -------------------- | ------ |
| 1    | Fernando Alonso    | Ferrari              | 231    |
| 2    | Mark Webber        | Red Bull-Renault     | 220    |
| 3    | Lewis Hamilton     | McLaren-Mercedes     | 210    |
| 4    | Sebastian Vettel   | Red Bull-Renault     | 206    |
| 5    | Jenson Button      | McLaren-Mercedes     | 189    |
| 6    | Felipe Massa       | Ferrari              | 143    |
| 7    | Robert Kubica      | Renault              | 124    |
| 8    | Nico Rosberg       | Mercedes             | 122    |
| 9    | Michael Schumacher | Mercedes             | 66     |
| 10   | Rubens Barrichello | Williams-Cosworth    | 47     |
| 11   | Adrian Sutil       | Force India-Mercedes | 47     |
| 12   | Kamui Kobayashi    | BMW Sauber-Ferrari   | 31     |
| 13   | Vitantonio Liuzzi  | Force India-Mercedes | 21     |
| 14   | Vitaly Petrov      | Renault              | 19     |
| 15   | Nico Hülkenberg    | Williams-Cosworth    | 18     |
| 16   | Sébastien Buemi    | Toro Rosso-Ferrari   | 8      |
| 17   | Pedro de la Rosa   | BMW Sauber-Ferrari   | 6      |
| 18   | Nick Heidfeld      | BMW Sauber-Ferrari   | 6      |
| 19   | Jaime Alguersuari  | Toro Rosso-Ferrari   | 3      |

| Pos. | Écurie               | Points |
| ---- | -------------------- | ------ |
| 1    | Red Bull-Renault     | 426    |
| 2    | McLaren-Mercedes     | 399    |
| 3    | Ferrari              | 374    |
| 4    | Mercedes             | 188    |
| 5    | Renault              | 143    |
| 6    | Force India-Mercedes | 68     |
| 7    | Williams-Cosworth    | 65     |
| 8    | BMW Sauber-Ferrari   | 43     |
| 9    | Toro Rosso-Ferrari   | 11     |

## Statistiques
- 14e pole position de sa carrière pour Sebastian Vettel.
- 26e victoire de sa carrière pour Fernando Alonso.
- 215e victoire pour Ferrari en tant que constructeur.
- 216e victoire pour Ferrari en tant que motoriste.
- 450e podium pour McLaren.
- Fin de la série de 22 Grands Prix consécutifs dans les points pour Red Bull Racing.
- En remportant l'épreuve, Fernando Alonso passe la barre des 800 points inscrits en championnat du monde (808 points).
- Le départ de l'épreuve a été donné sous le régime de la voiture de sécurité.
- La course a été interrompue au 3e tour à cause de la pluie et le deuxième départ a eu lieu derrière la voiture de sécurité.
- À l'issue de cette course, McLaren reste la seule écurie à avoir inscrit des points lors de chaque épreuve de la saison.
- Les commissaires de la FIA ont réprimandé Michael Schumacher, qui a ralenti Rubens Barrichello pendant cinq virages lors de la seconde séance de qualification et Nico Rosberg, qui a failli provoquer un accident avec Fernando Alonso lors des derniers essais libres en étant très lent sur la trajectoire idéale.
- Adrian Sutil sera pénalisé de cinq places sur la grille de départ du prochain Grand Prix du Brésil pour son accrochage avec Kamui Kobayashi au quarante-septième tour. Sutil a également admis avoir de gros problèmes de freins devant les commissaires et, pour ne pas avoir interrompu sa course, a écopé d'une amende de 10 000 dollars.
- Sébastien Buemi sera pénalisé de cinq places sur la grille de départ du prochain Grand Prix du Brésil pour son accrochage avec Timo Glock.
- Alan Jones (116 départs en Grands Prix de Formule 1, champion du monde en 1980, 12 victoires, 6 pole positions, 13 meilleurs tours et 24 podiums) a été nommé par la FIA conseiller pour aider dans leurs jugements le groupe des commissaires de course lors de ce Grand Prix.